# Línea B2 (AUVASA)
La línea B2 de AUVASA es una línea nocturna de autobús de la ciudad de Valladolid. Une los barrios de Las Delicias y La Victoria con el centro de la ciudad cada hora, pasando también por Huerta del Rey y Girón. Además, da servicio a Pinar de Jalón y Fuente Berrocal con una expedición en cada sentido (ida y vuelta). Circula en viernes, sábados y vísperas de festivos.

## Frecuencias
| DÍA                           | LUGAR DE SALIDA     | PRIMER SERVICIO | ÚLTIMO SERVICIO | FRECUENCIA |
| ----------------------------- | ------------------- | --------------- | --------------- | ---------- |
| Viernes y vísperas de festivo | DELICIAS            | 23:30           | 2:30            | 60 min.    |
| Viernes y vísperas de festivo | DOCTRINOS, 12       | 0:00            | 3:00            | 60 min.    |
| Viernes y vísperas de festivo | LA VICTORIA         | 23:30           | 2:30            | 60 min.    |
| Viernes y vísperas de festivo | PLAZA FUENTE DORADA | 0:00            | 3:00            | 60 min.    |
| Viernes y vísperas de festivo | PINAR DE JALÓN      | 23:25           | 23:25           | -          |
| Viernes y vísperas de festivo | FUENTE BERROCAL     | 23:15           | 23:15           | -          |

- El servicio de las 02:30 de La Victoria y 3:00 de Pza. Fuente Dorada finaliza en Pinar de Jalón.
- El servicio de las 02:30 de Delicias y 3:00 de C/ Doctrinos 12 finaliza en Fuente Berrocal.

## Paradas
| Hacia La Victoria/Fuente Berrocal                          | Hacia Delicias/Pinar de Jalón                                |
| ---------------------------------------------------------- | ------------------------------------------------------------ |
| * C/ Kilimanjaro fte. Pza. Everest                         | * C/ Príncipe Ígor esq. La Flauta Mágica                     |
| * C/ Kilimanjaro 1 esq. Peñalara                           | * C/ La Flauta Mágica esq. Electra                           |
| * C/ Dulzaina esq. Palillos                                | * C/ El Barbero de Sevilla esq. Pza. La Ópera                |
| C/ Castañuelas esq. Carraca                                | * Fuente del Berrocal fte. gasolinera                        |
| C/ Armonio esq. Laúd                                       | * Ctra. Fuensaldaña esq. Subida Fuente el Sol                |
| C/ Miguel Ruiz de Temiño esq. Juan Carlos I sentido centro | Pº Jardín Botánico esq. Brezo                                |
| C/ Embajadores 71                                          | Pº Jardín Botánico fte. Jara                                 |
| C/ Embajadores 57 esq. Transición                          | Pº Jardín Botánico fte. 6                                    |
| C/ Embajadores fte. 72 esq. Hornija                        | Pº Jardín Botánico parc. 8 Centro Salud La Victoria          |
| C/ Embajadores fte. 58 Esc. Oficial de Idiomas             | C/ Fuente el Sol 21                                          |
| Avda. Segovia igl. del Carmen                              | C/ Júpiter fte. 12 esq. Comuneros de Castilla                |
| Avda. Segovia 99 esq. Olmedo                               | Avda. Gijón 26 canal                                         |
| Avda. Segovia 57 esq. Pº San Vicente                       | Avda. Gijón fte. Cristo Rey                                  |
| Pº San Vicente 35 esq. Sevilla                             | C/ Enseñanza esq. Avda. Gijón                                |
| C/ Cádiz 21                                                | Avda. Las Contiendas 97                                      |
| C/ Málaga esq. Bilbao                                      | Avda. Los Cerros fte. 38 Antiguo Cine Castilla               |
| Pza. Circular 7 esq. Industrias                            |                                                              |
| C/ Nicolás Salmerón 19 esq. Labradores                     | C/ Bálago esq. Sementera                                     |
| Pza. Caño Argales                                          | Avda. Ramón Pradera fte. hotel                               |
| Pza. Madrid 2                                              | Avda. Ramón Pradera Feria de Valladolid                      |
| C/ Doctrinos 12 esq. María de Molina                       | Avda. Gloria Fuertes 1 esq. Joaquín Velasco Martín           |
| Avda. Miguel Ángel Blanco 2 fte. Pza. del Milenio          | Pza. Poniente fte. Jorge Guillén                             |
| C/ Pío del Río Hortega 9 esq. Avda. Miguel Ángel Blanco    | Pza. Fuente Dorada                                           |
| Avda. Ramón Pradera fte. Feria de Valladolid               | C/ López Gómez 13 esq. Fray Luis de León                     |
| C/ Bálago esq. Ramón Pradera                               | C/ Panaderos 2 esq. Pza. España                              |
| C/ Sementera esq. Mieses                                   | Pza. Cruz Verde 5                                            |
|                                                            | Pza. Circular 11 Iglesia Corazón de María                    |
| Avda. Los Cerros 38 fte. Antiguo Cine Castilla             | C/ Cádiz 4 esq. Bilbao                                       |
| Avda. Las Contiendas fte. 109                              | Pº San Vicente 16 esq. Álava                                 |
| C/ Enseñanza Centro Ed. Especial                           | Avda. Segovia fte. 57                                        |
| Avda. Gijón Cristo Rey                                     | C/ Embajadores 4 esq. Pº Farnesio                            |
| Avda. Gijón 3 fte. Canal                                   | Avda. Segovia fte. Iglesia del Carmen                        |
| Avda. Gijón 1 esq. Pza. San Bartolomé                      | C/ Embajadores 60 fte. Esc. Oficial de Idiomas               |
| C/ Fuente el Sol 2 esq. Pza. San Bartolomé                 | C/ Embajadores 74 esq. Hornija                               |
| C/ Fuente el Sol 50 esq. San Sebastián                     | C/ Embajadores 92 esq. Transición                            |
| Pº Jardín Botánico parc. 7 fte. Centro Salud La Victoria   | C/ Embajadores esq. Padre Benito Menni                       |
| Pº Jardín Botánico 6                                       | C/ Miguel Ruiz de Temiño esq. Juan Carlos I sentido Hospital |
| C/ Jara esq. Hierbabuena                                   | C/ Armonio 22 esq. Castañuelas                               |
| Pº Jardín Botánico esq. Brezo                              | * C/ Dulzaina esq. Arribes del Duero                         |
| * Ctra. Fuensaldaña fte. Subida Fuente el Sol              | * C / Kilimanjaro 2                                          |
| * C/ Fuente del Berrocal gasolinera                        | * C/ Kilimanjaro fte. 39                                     |
| * C/ El Barbero de Sevilla esq. La Flauta Mágica           |                                                              |
| * C/ La Flauta Mágica esq. Parsifal                        |                                                              |
| * C/ Príncipe Ígor esq. La Flauta Mágica                   |                                                              |

- Las paradas marcadas con asterisco (*) pertenecen solo a las prolongaciones de Pinar de Jalón y de Fuente Berrocal.